# Pegomya atriplicia
Pegomya atriplicia este o specie de muște din genul Pegomya, familia Anthomyiidae, descrisă de Robineau-desvoidy în anul 1851.
Este endemică în Franța. Conform Catalogue of Life specia Pegomya atriplicia nu are subspecii cunoscute.